# Mikaela Engell
Mikaela Engell (ur. 1956 w Kopenhadze) – grenlandzka polityk. Od 2011 pełni funkcję wysokiego komisarza Grenlandii.
Przed objęciem urzędu pracowała w Ministerstwie Spraw Zagranicznych. Jest absolwentką Uniwersytetu Kopenhaskiego, który ukończyła w 1983 roku.
Jako wysoki komisarz Mikaela Engell jest członkinią Grenlandzko-Duńskiej Fundacji Kulturalnej.